# Drivenik
Drivenik is een plaats in de gemeente Vinodolska općina in de Kroatische provincie Primorje-Gorski Kotar. De plaats telt inwoners (2001).

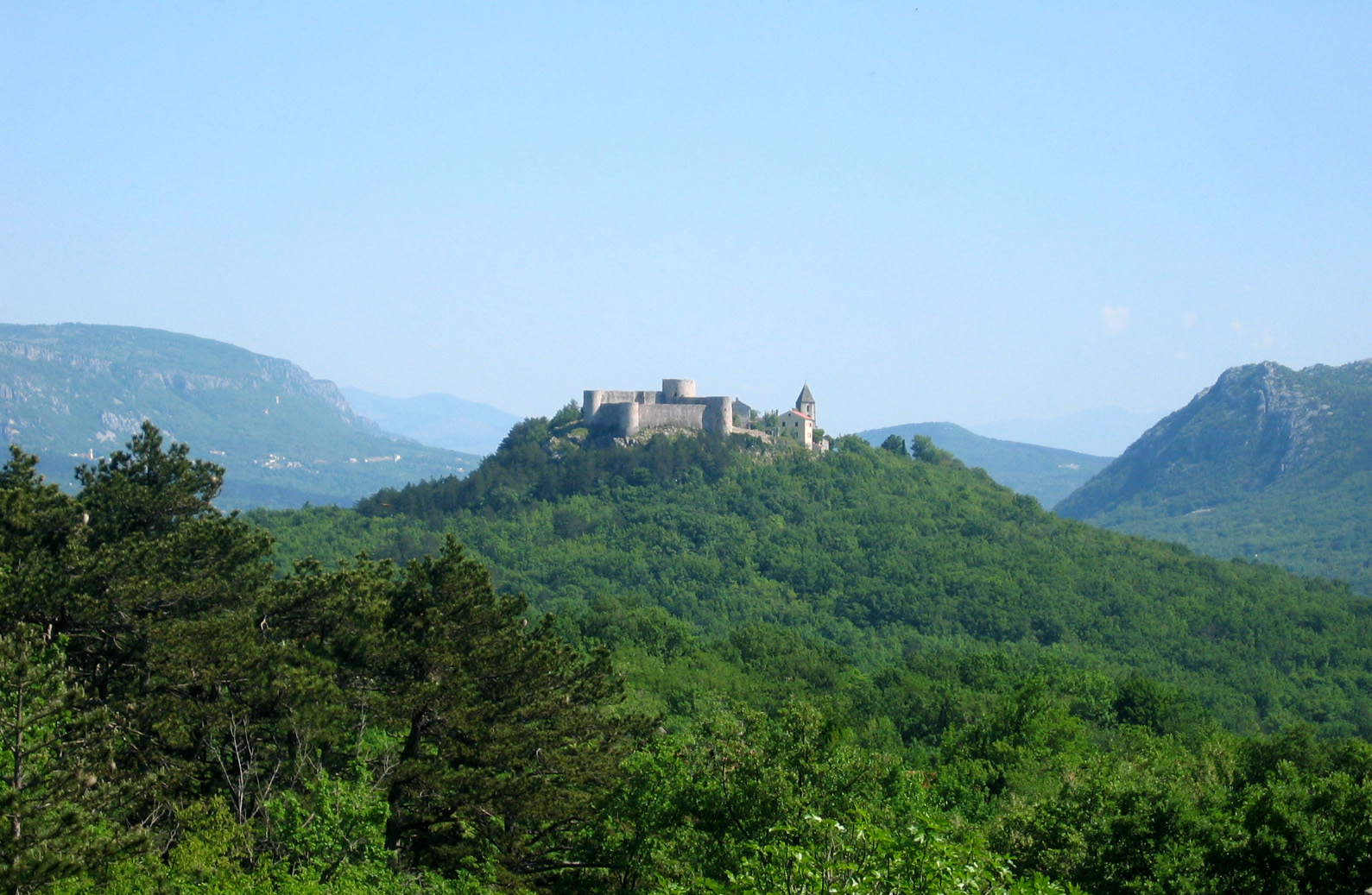
Slot Drivenik